# Clover (Clamp)
Clover ist eine vierbändige Mangaserie von Clamp.

## Handlung
Der ehemalige Soldat Ryu Kazuhiko bekommt vom Shogun Kou noch einmal einen Auftrag: Er soll etwas transportieren. Das Transportgut entpuppt sich als das Mädchen Sue. Auf ihrer gemeinsamen Reise haben sie mit Soldaten und einem alten Widersacher Kazuhikos, Barusu, zu kämpfen. Schon bald erfährt Kazuhiko, warum: Sue ist ein vierblättriges Kleeblatt, etwas, das auf dieser Welt nicht existieren kann. Bei den Kleeblättern handelt es sich um magisch begabte Kinder. Ihre Kräfte wurden gemessen und bewertet; Sue, die Stärkste, ist das einzige vierblättrige Kleeblatt der Welt.
Diese eigentliche Geschichte ist in den ersten beiden Bänden abgeschlossen. In den nächsten Bänden geht es um Oruha, Sues einzige Freundin, sowie um Gingetsu, Kazuhikos ehemaligen Vorgesetzten und dessen Mitbewohner Lan.

## Veröffentlichungen
Der Manga erschien von 1997 bis 1998 im Manga-Magazin Amie bei Kodansha, bis dieses eingestellt wurde. Nach den bis dahin veröffentlichten 4 Bänden brach Clamp die Serie ab. In Deutschland verlegte Carlsen die Serie 2001.
Dieser Manga hebt sich sehr von Clamp-Aushängeschildern wie X oder Magic Knight Rayearth ab. Die Zeichnungen sind sehr filigran und sehr hell; oft findet sich auf einer Seite auch nur ein (kleines) Panel.
Bei der deutschen Ausgabe wurde die japanische Aufmachung inklusive Schutzumschlag, Farbseiten und größerem Format beibehalten.

## Musikvideo
Am 21. August 1999 wurde ein von Studio Madhouse produziertes Anime-Musikvideo veröffentlicht. Regie führte Kitarō Kōsaka. Das Character Design stammt von Nobuteru Yūki und künstlerischer Leiter war Nizō Yamamoto. Sue erhielt ihre Stimme von Maaya Sakamoto.